# تد الن (فیلم‌نامه‌نویس)
تد اَلن (انگلیسی: Ted Allan؛ ۲۶ ژانویهٔ ۱۹۱۶ – ۲۹ ژوئن ۱۹۹۵) با نام اصلی اَلن هرمن، بازیگر، رمان‌نویس، فیلم‌نامه‌نویس، نویسنده و زندگی‌نامه‌نویس اهل کانادا بود.
از فیلم‌ها یا مجموعه‌های تلویزیونی که وی در آن‌ها نقش داشته‌است، می‌توان به چشمه‌های عشق اشاره نمود.
وی در سال ۱۹۵۷ میلادی، بابت نگارش فیلم‌نامهٔ «دروغ‌هایی که پدرم به من گفت»، نامزد دریافت جایزه اسکار بهترین فیلم‌نامه غیراقتباسی شد.
تد اَلن برای مجلات هاپر و نیویورکر هم داستان کوتاه می‌نوشت.